# Lista castelelor și conacelor din județul Cluj
Aceasta este o listă a castelelor și conacelor din județul Cluj.

## Castele
| Denumire                | Localitate   | Data construcției                      | Stil arhitectural            | Note |
| Castelul Bánffy         | Bonțida      | 1668–1674, reconstruit între 1747–1751 | Renascentist, baroc austriac | Castelul a fost concesionat de proprietar, contesa Katalin Bánffy, Fundației Transylvania Trust.                                         |
| Castelul Bánffy         | Borșa        | A doua jumătate a secolului al XIX-lea |                              | Castelul a fost retrocedat familiei Bánffy.                                                                                              |
| Castelul Bánffy         | Răscruci     | 1875–1887                              | Eclectic                     | |
| Castelul Béldy          | Geaca        | 1880                                   | Neoclasicist                 | |
| Castelul Bocskai        | Aghireșu     | 1572                                   | Renascentist                 | |
| Castelul Haller         | Coplean      | 1725–1771                              | Rococo                       | |
| Castelul Jósika         | Moldovenești | Secolele XVI–XIX                       | Baroc                        | Castelul găzduiește în prezent primăria comunei.                                                                                         |
| Castelul Kemény-Bánffy  | Luncani      | 1268, reconstruit între 1701–1824      | Baroc                        | |
| Castelul Kemény-Teleki  | Jucu de Sus  | Sfârșitul secolului al XIX-lea         | Eclectic                     | În 2006 clădirea a fost vândută unei societăți din Cluj-Napoca care a început o serie de lucrări de restaurare și conservare a acesteia. |
| Castelul Kornis         | Mănăstirea   | 1573–1592, renovat în 1680             | Renascentist                 | |
| Castelul Mikes          | Săvădisla    | A doua jumătate a secolului al XIX-lea | Neogotic englez              | În prezent castelul găzduiește un sanatoriu de pneumoftiziologie.                                                                        |
| Castelul Rákóczi-Bánffy | Gilău        | Secolul al XV-lea, reconstruit în 1838 |                              | Proprietarul actual al castelului este omul de afaceri Elek Nagy.                                                                        |
| Castelul Teleki         | Luna de Jos  | 1650–1700                              | Renascentist                 | Din ansamblul arhitectural se mai păstrează doar turnul de vânătoare.                                                                    |
| Castelul Veres          | Pruniș       | Secolele XVIII–XIX                     |                              | |
| Castelul Wass           | Țaga         | 1769                                   | Baroc                        | |

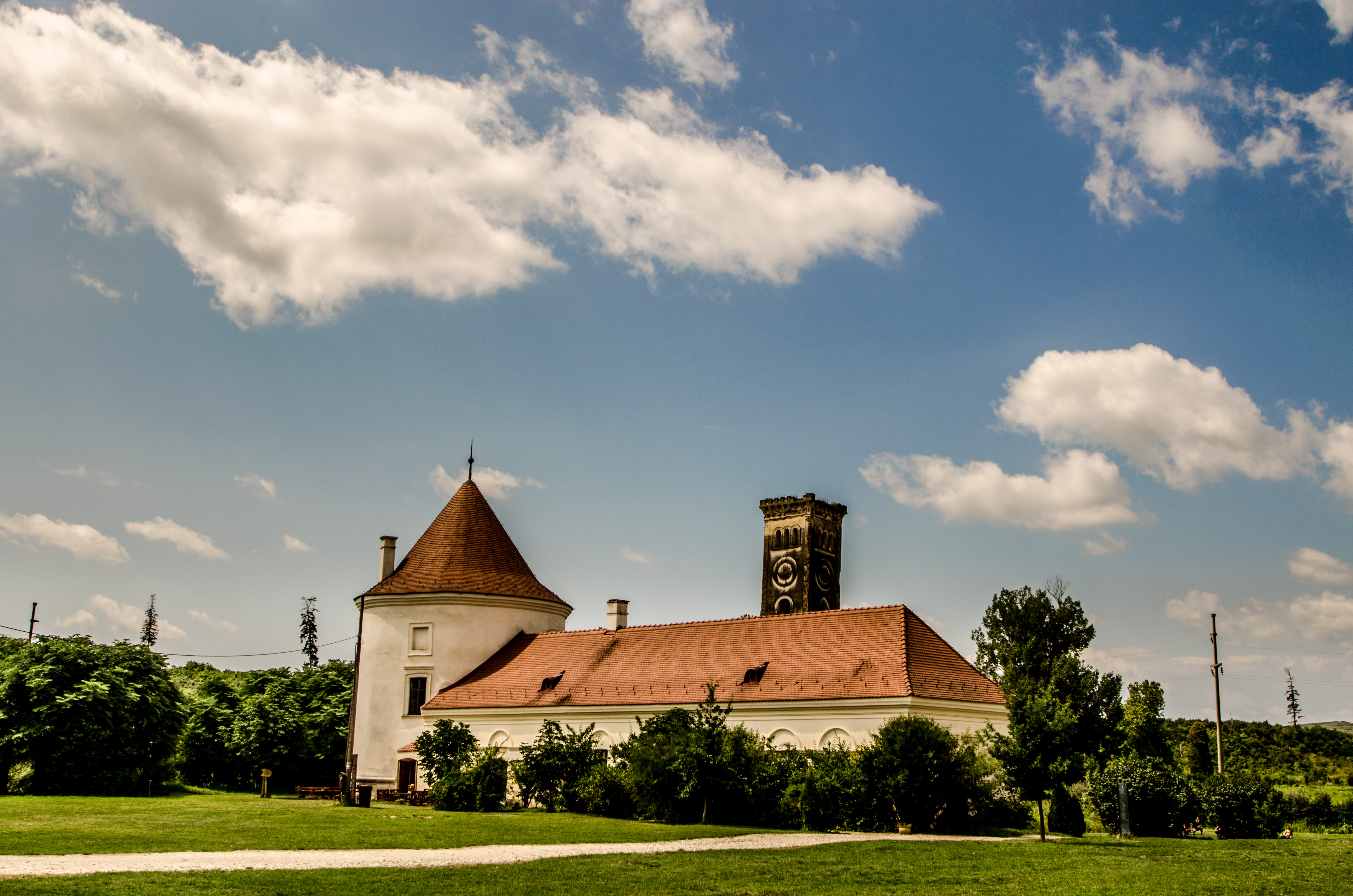
Castelul Bánffy, Bonțida
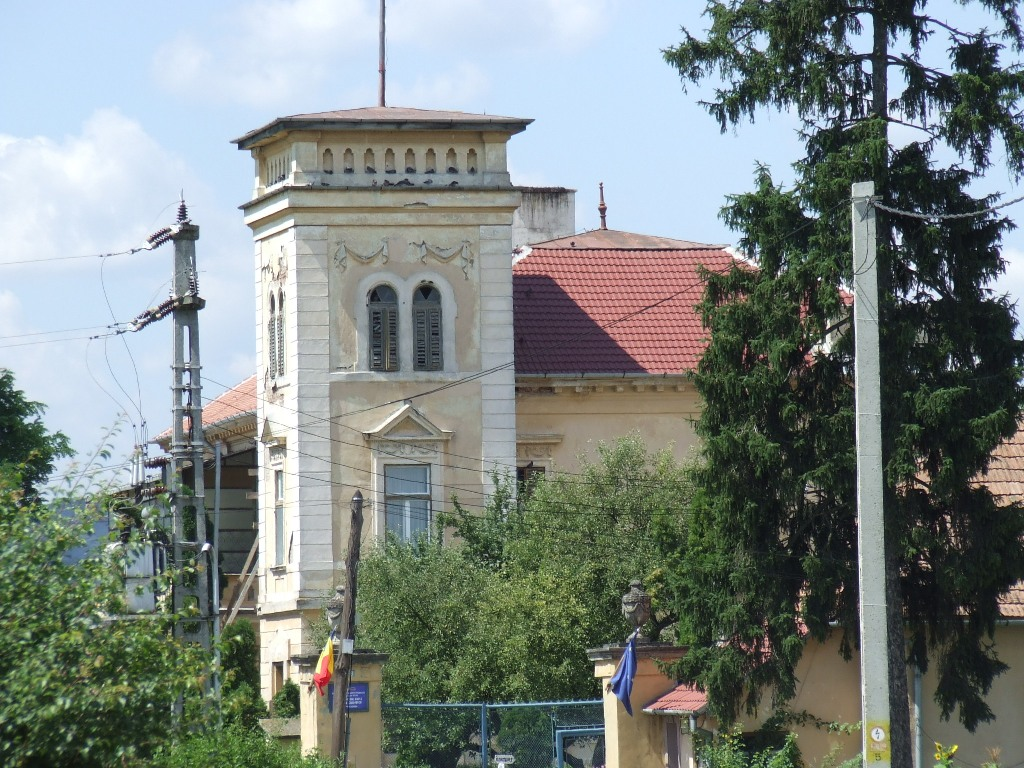
Castelul Bánffy, Borșa
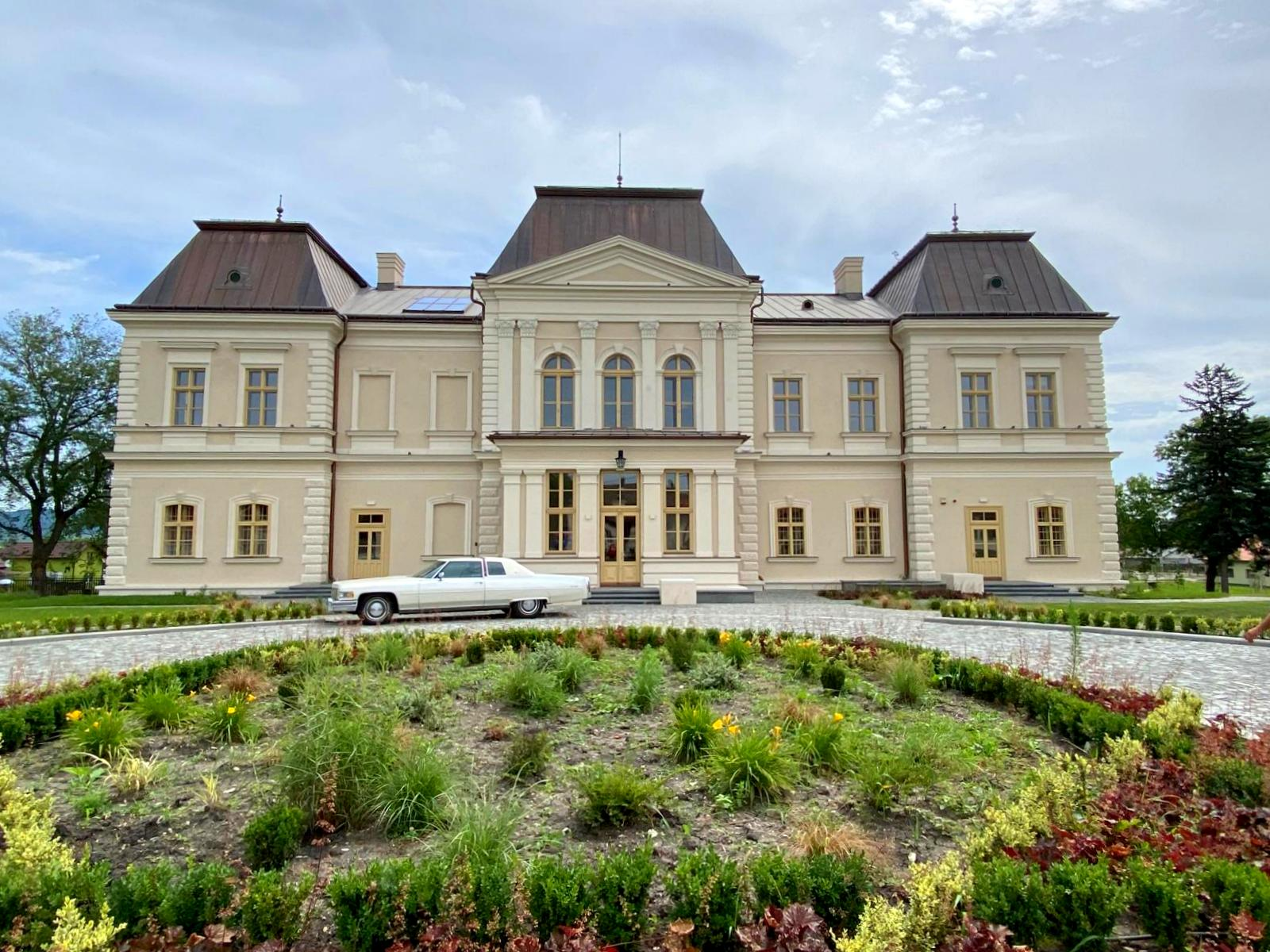
Castelul Bánffy, Răscruci
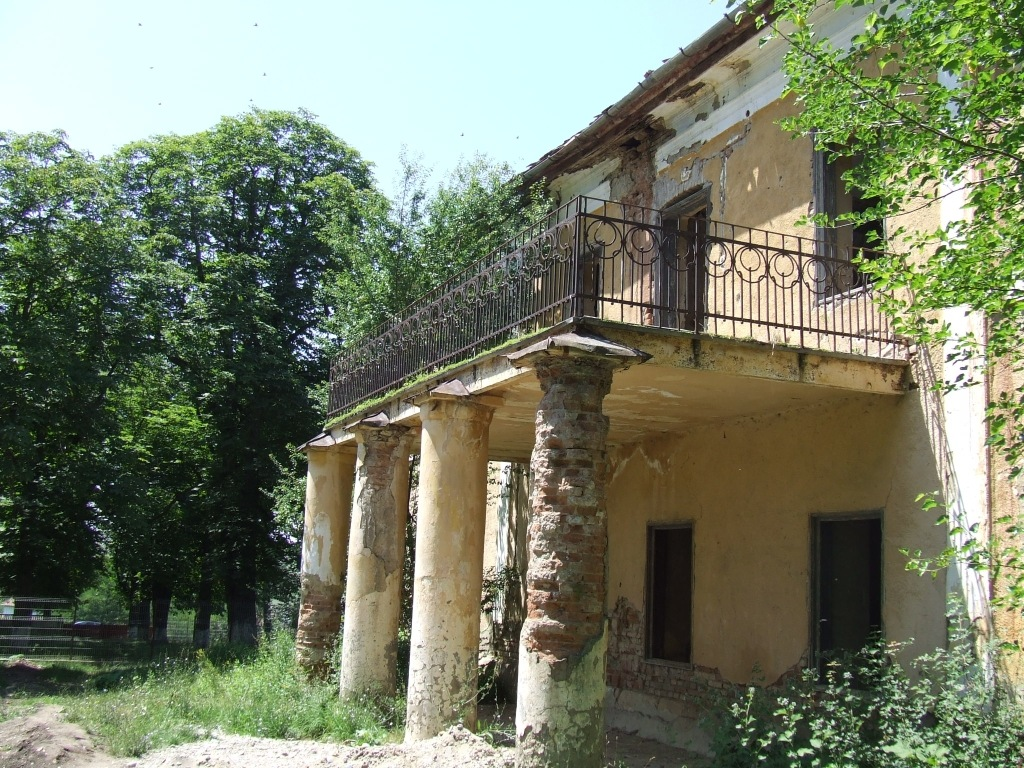
Castelul Béldy, Geaca
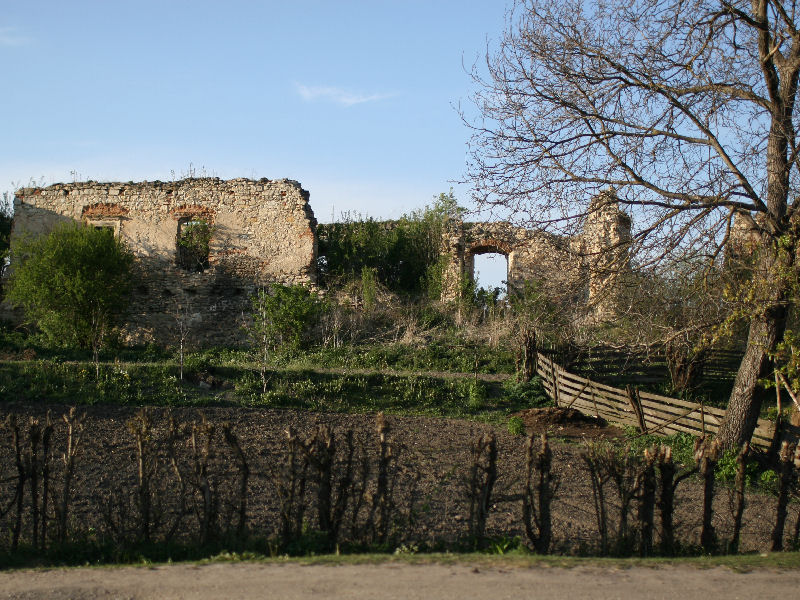
Castelul Bocskai, Aghireșu
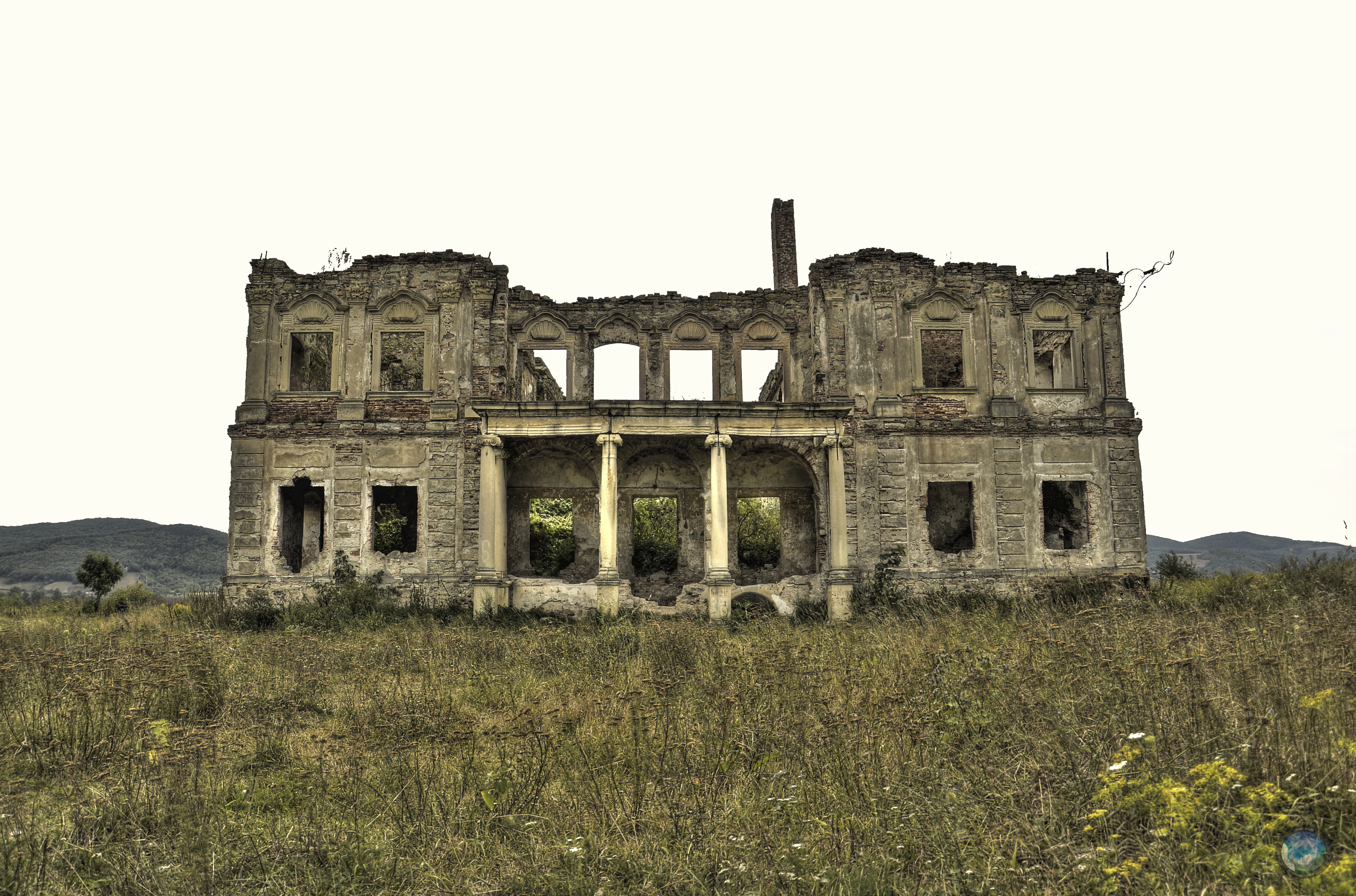
Castelul Haller, Coplean
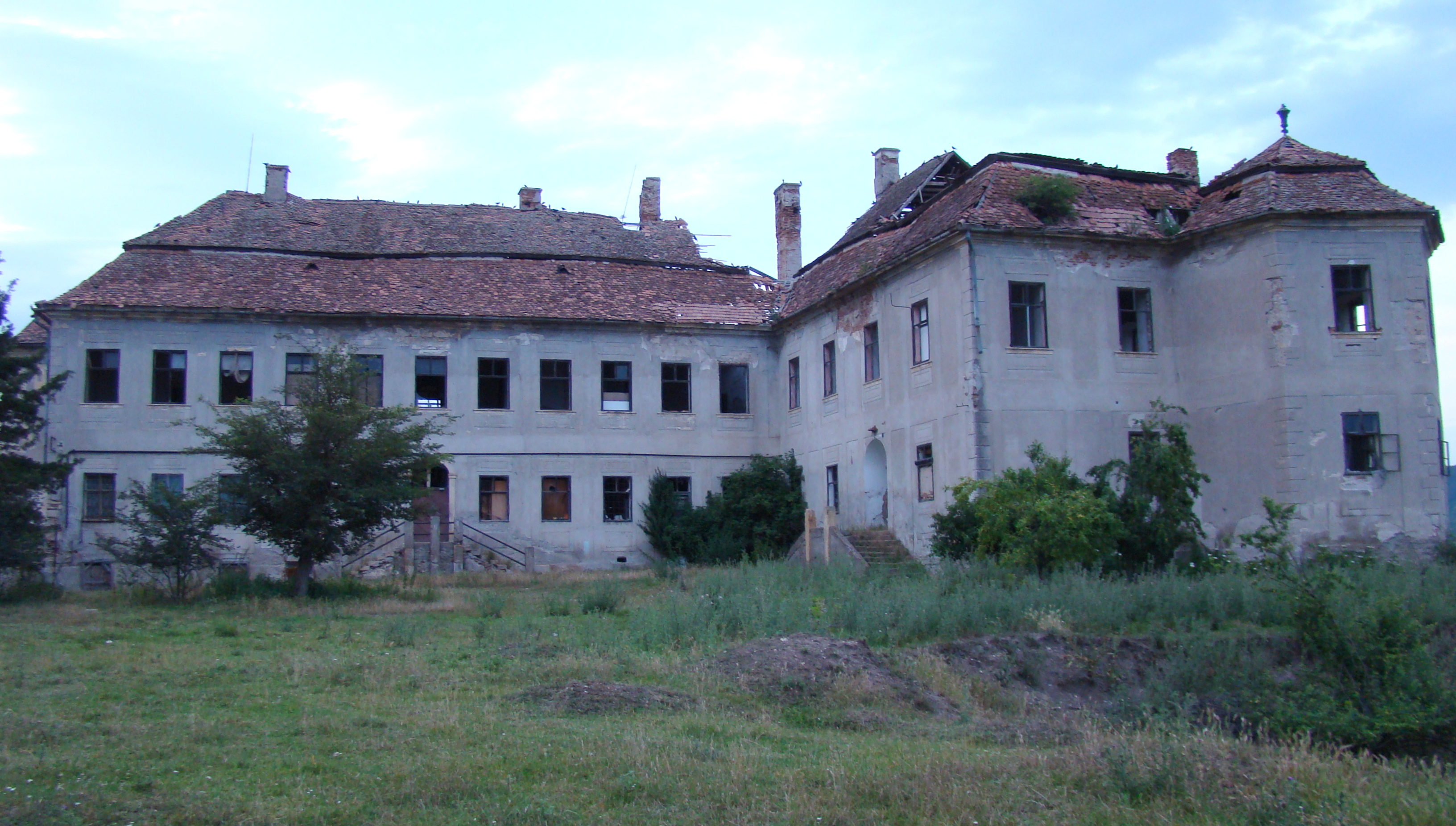
Castelul Kemény-Bánffy, Luncani
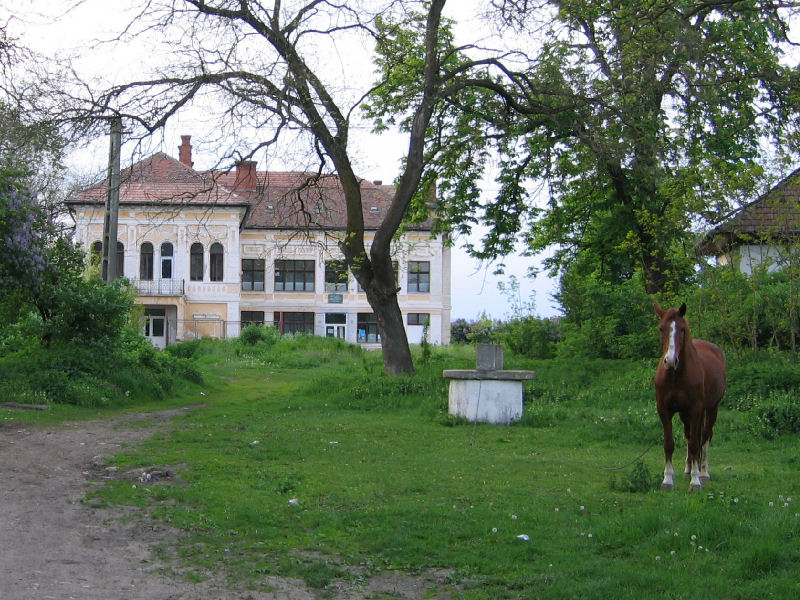
Castelul Kemény-Teleki, Jucu de Sus
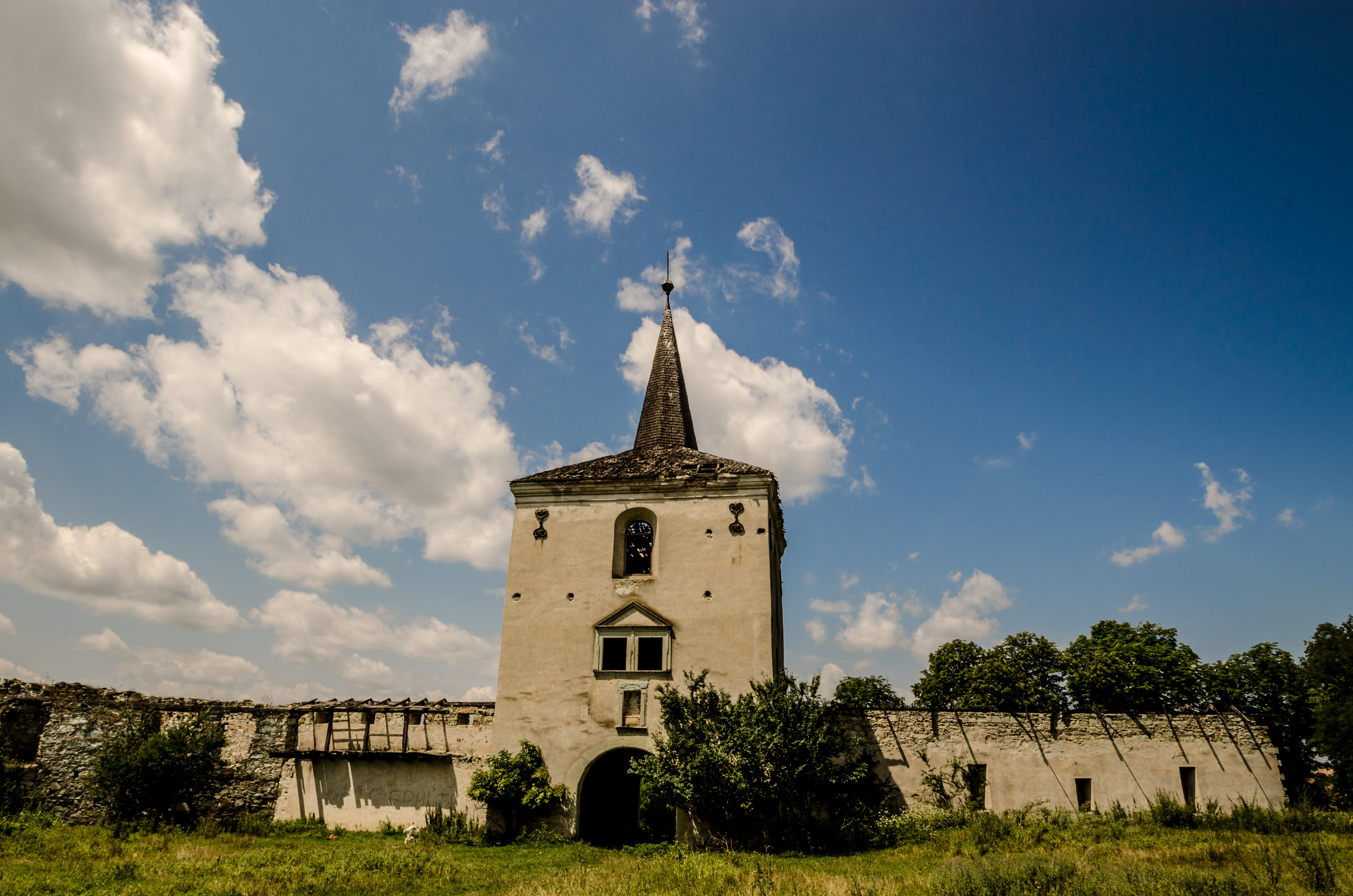
Castelul Kornis, Mănăstirea
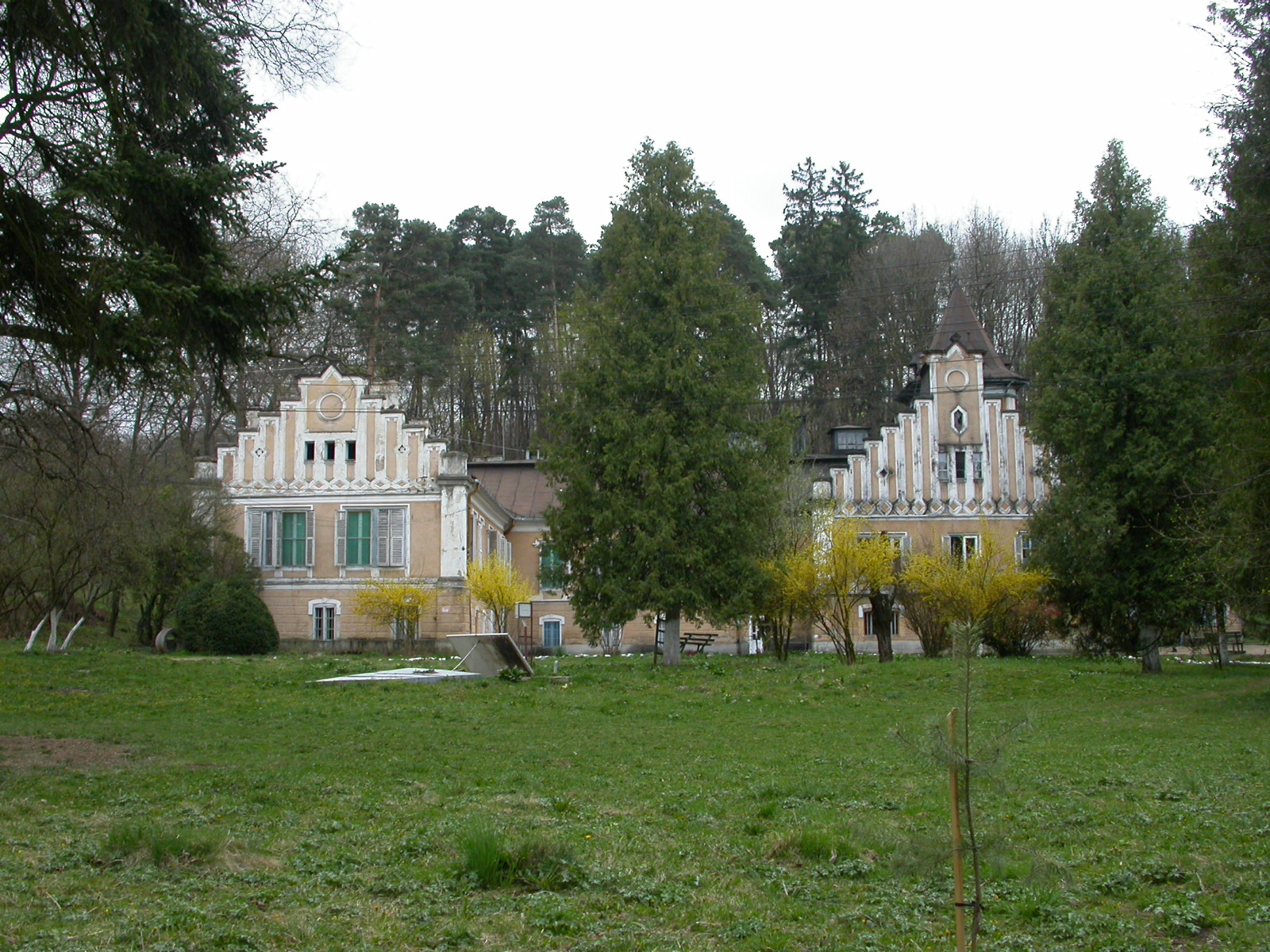
Castelul Mikes, Săvădisla
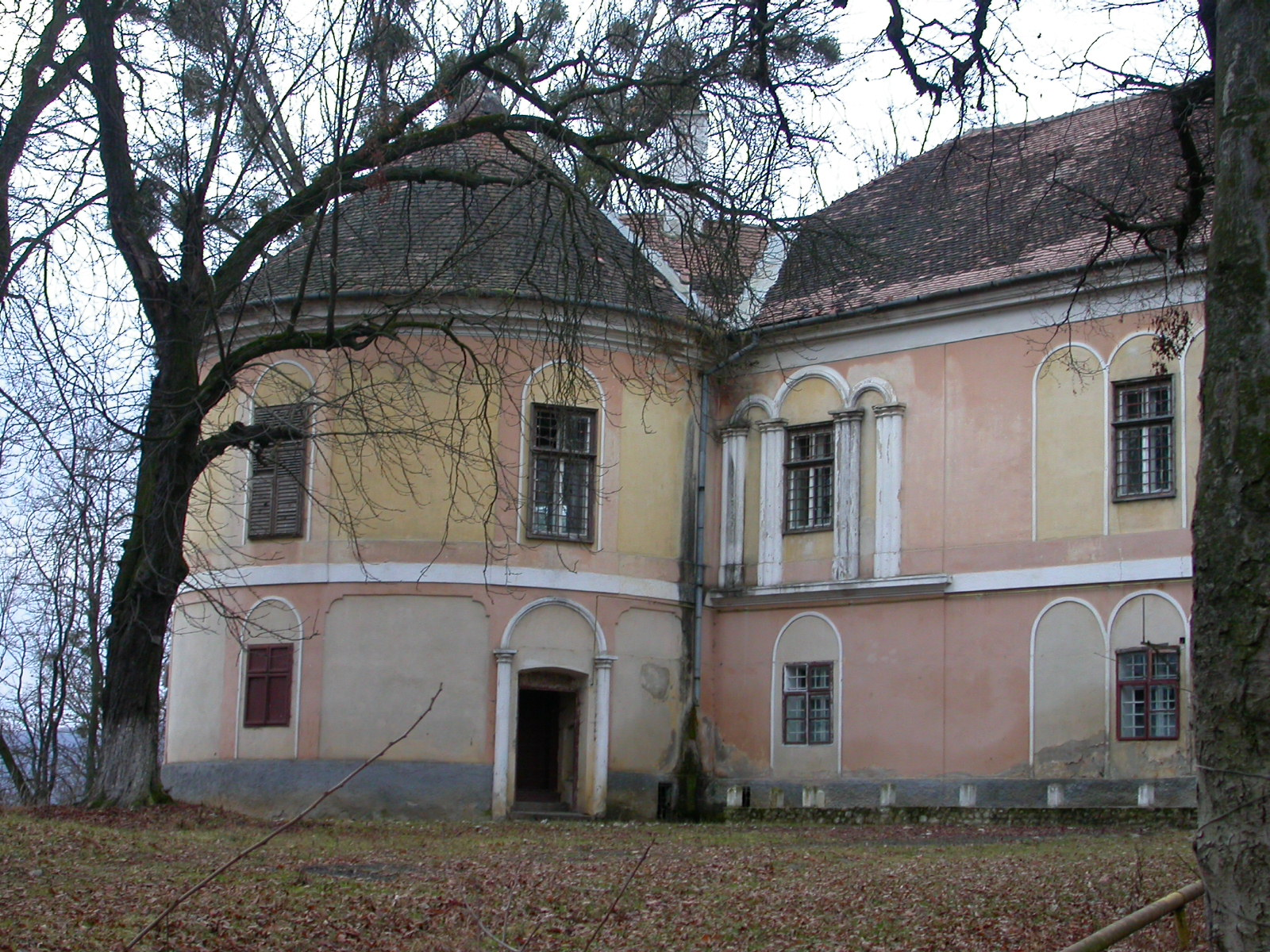
Castelul Rákóczi-Bánffy, Gilău
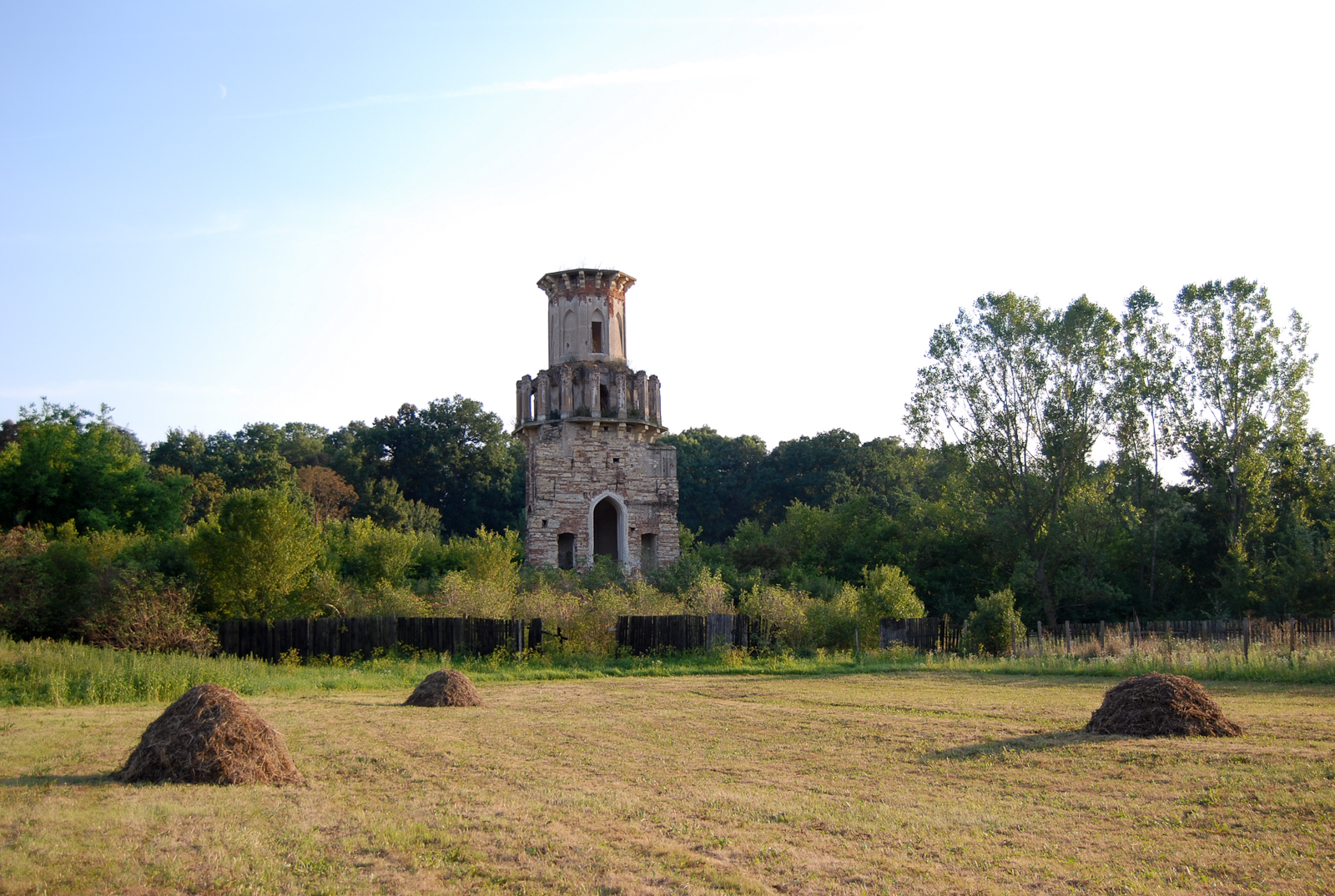
Castelul Teleki, Luna de Jos
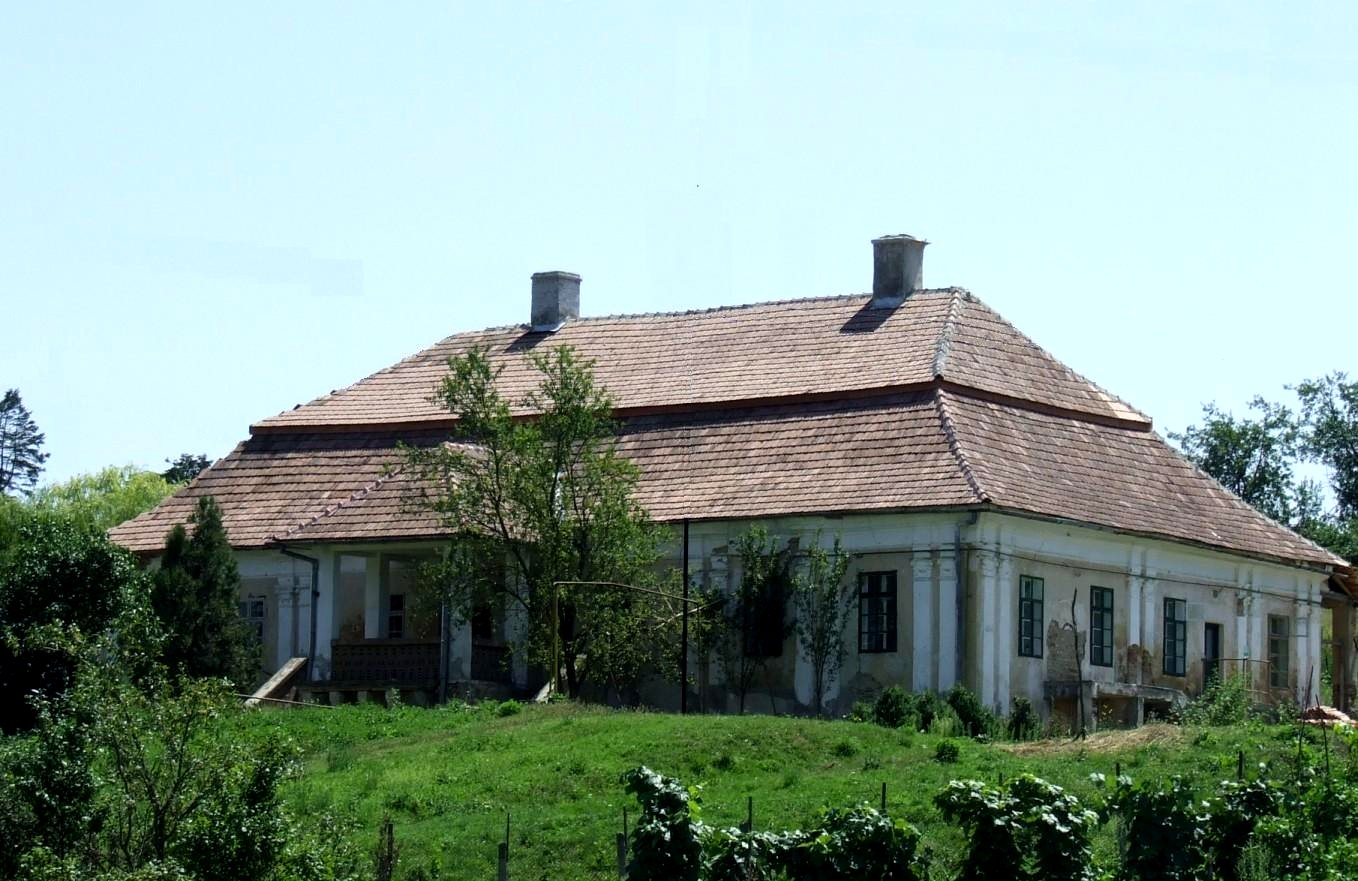
Castelul Wass, Țaga

## Conace
| Denumire                      | Localitate    | Data construcției                      | Stil arhitectural | Note |
| Conacul Bánffy                | Turea         | 1774                                   | Baroc             | |
| Conacul Barcsay               | Huedin        | Secolul al XVIII-lea                   |                   | În prezent este utilizat ca școală specială. |
| Conacul Béldy                 | Iara          | Secolul al XIX-lea                     |                   | |
| Conacul Betegh                | Câmpia Turzii | 1828                                   |                   | Clădirea este sediul Grădiniței de Copii nr. 3. |
| Conacul Bornemisza            | Buza          | Secolul al XIX-lea                     |                   | În prezent funcționează ca magazin sătesc. |
| Conacul Bornemisza-Matskassy  | Popești       | 1804, renovat în 1922                  |                   | |
| Conacul Dujardin              | Coasta        | Secolele XVIII–XIX                     |                   | |
| Conacul Gallus                | Gilău         | Secolul al XIX-lea                     |                   | |
| Conacul Kemény                | Cămărașu      | Secolul al XVIII-lea                   | Clasicist         | |
| Conacul Kemény                | Iara          | Secolul al XIX-lea                     |                   | |
| Conacul Lészai                | Nădășelu      | Sfârșitul secolului al XIX-lea         |                   | |
| Conacul Lészai-Gál            | Gârbău        | Secolul al XIX-lea                     |                   | |
| Conacul Octavian Goga         | Ciucea        | 1920–1925                              |                   | Conacul se află în proprietatea Consiliului Județean Cluj și găzduiește Muzeul Memorial „Octavian Goga”. |
| Conacul Paget                 | Câmpia Turzii | 1840                                   | Clasicist englez  | Azilul de copii orfani de război a funcționat între anii 1920-1929 și va purta numele de Orfelinatul de băieți ,,Mihai Viteazu”. În prezent, conacul este proprietatea Ministerului Educației și este utilizat de Clubul Copiilor din localitate. |
| Conacul Rhédey                | Dăbâca        | Secolul al XVIII-lea                   |                   | |
| Conacul Schirling             | Corneni       | 1774                                   | Baroc             | În 2005 conacul a fost retrocedat politicianului Csaba Takács. |
| Conacul Szentkereszty-Bethlen | Câmpia Turzii | A doua jumătate a secolului al XIX-lea |                   | Incinta clădirii găzduiește biblioteca Liceului Teoretic „Pavel Dan”. |
| Conacul Teleki                | Cuzdrioara    | Secolul al XIX-lea                     |                   | În clădire funcționează primăria comunei. |
| Conacul Teleki                | Iara          | Secolul al XIX-lea                     |                   | |
| Conacul Vitéz                 | Copăceni      | 1889                                   |                   | Într-o parte din clădire funcționează un cabinet medical; restul parterului este împărțit în apartamente mici. |

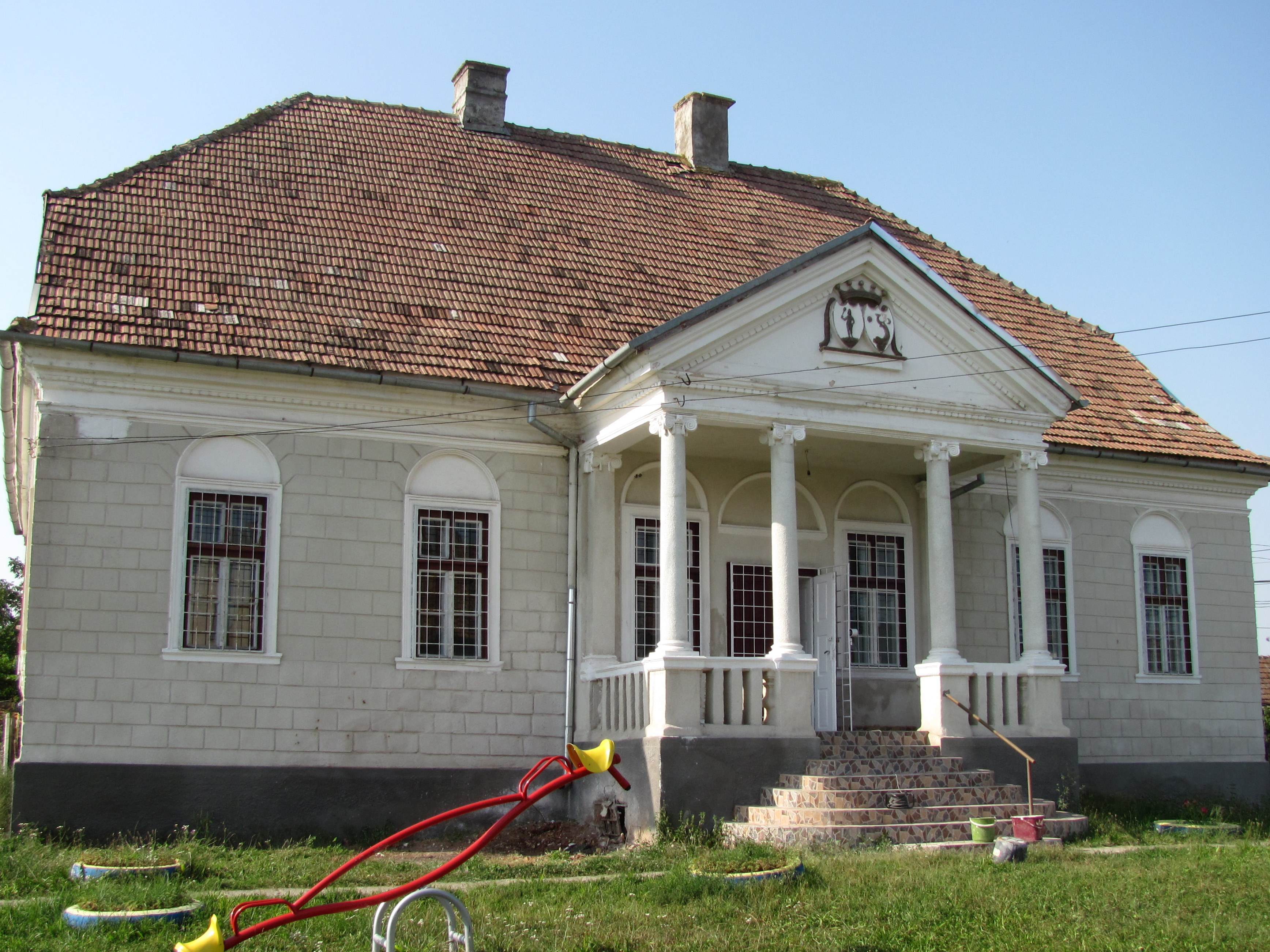
Conacul Betegh, Câmpia Turzii
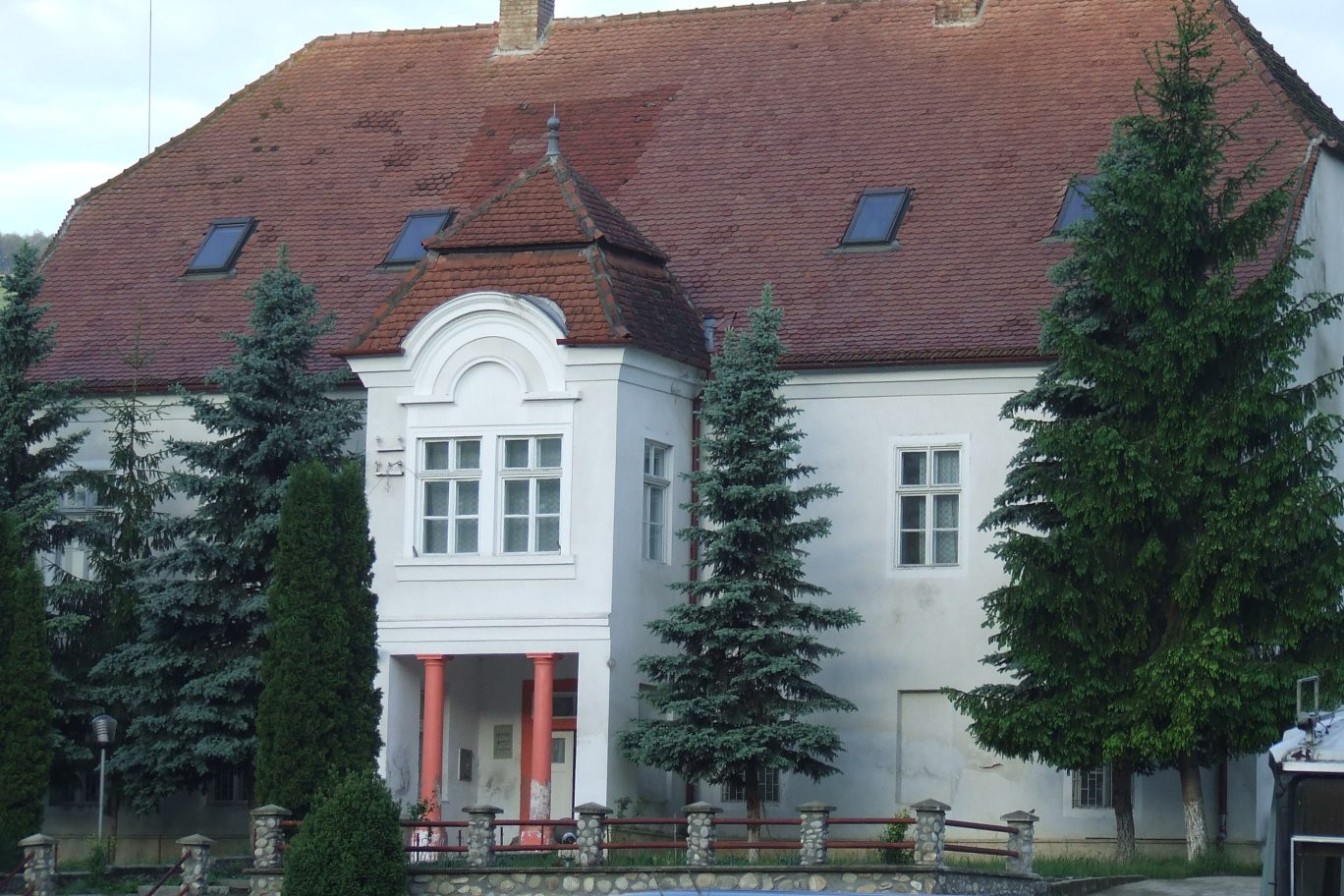
Conacul Lészai, Nădășelu
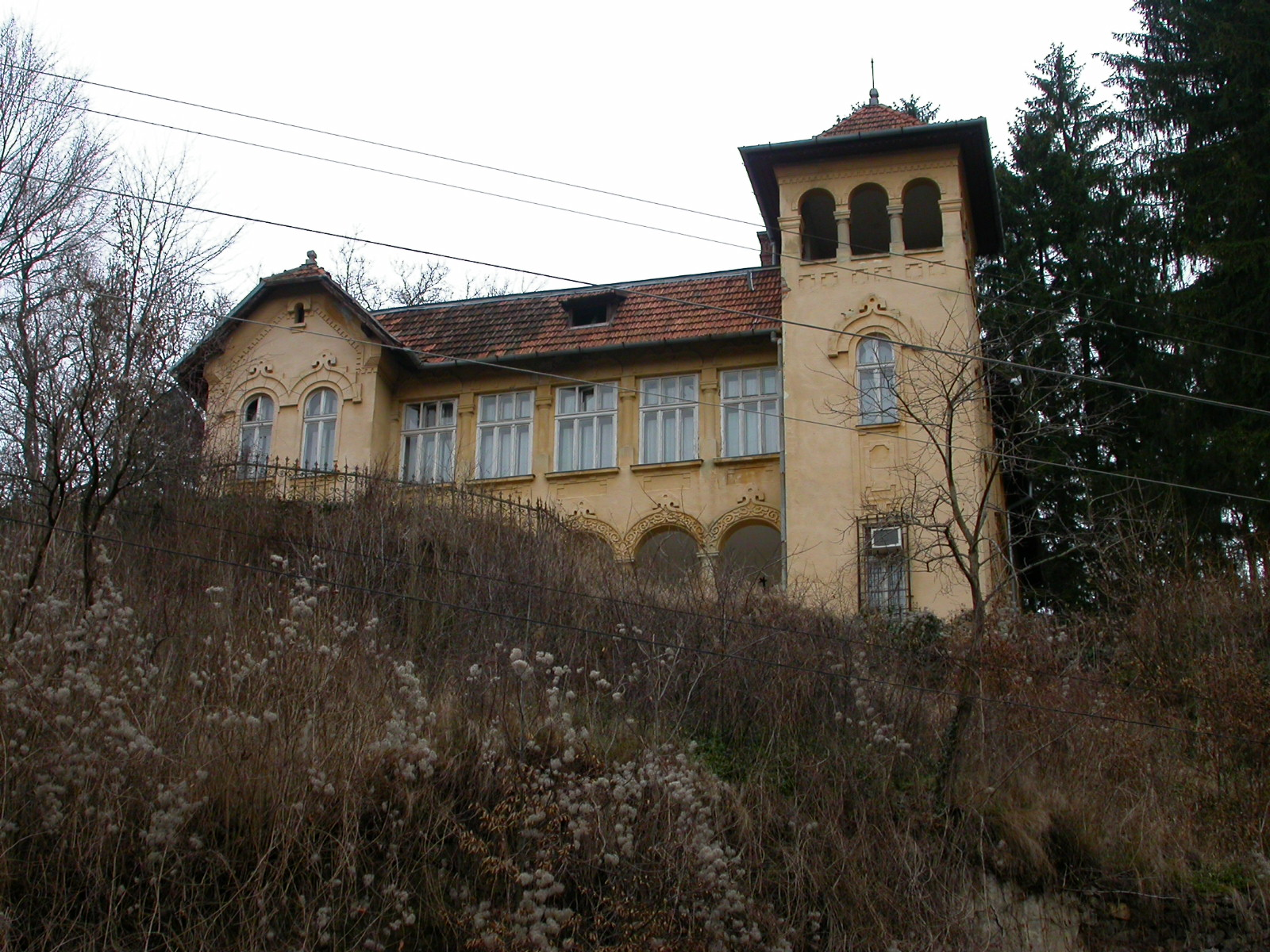
Conacul Octavian Goga, Ciucea
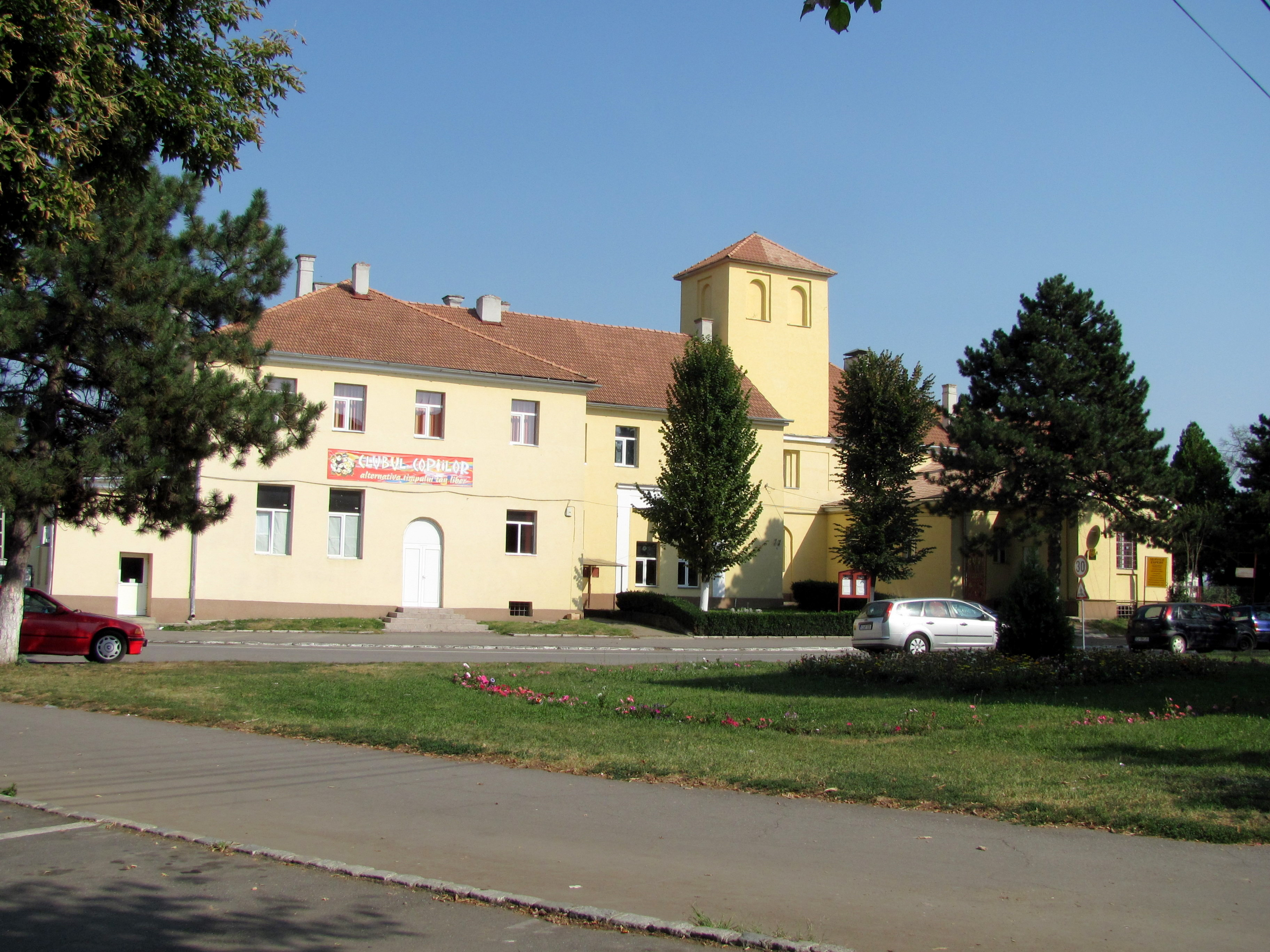
Conacul Paget, Câmpia Turzii
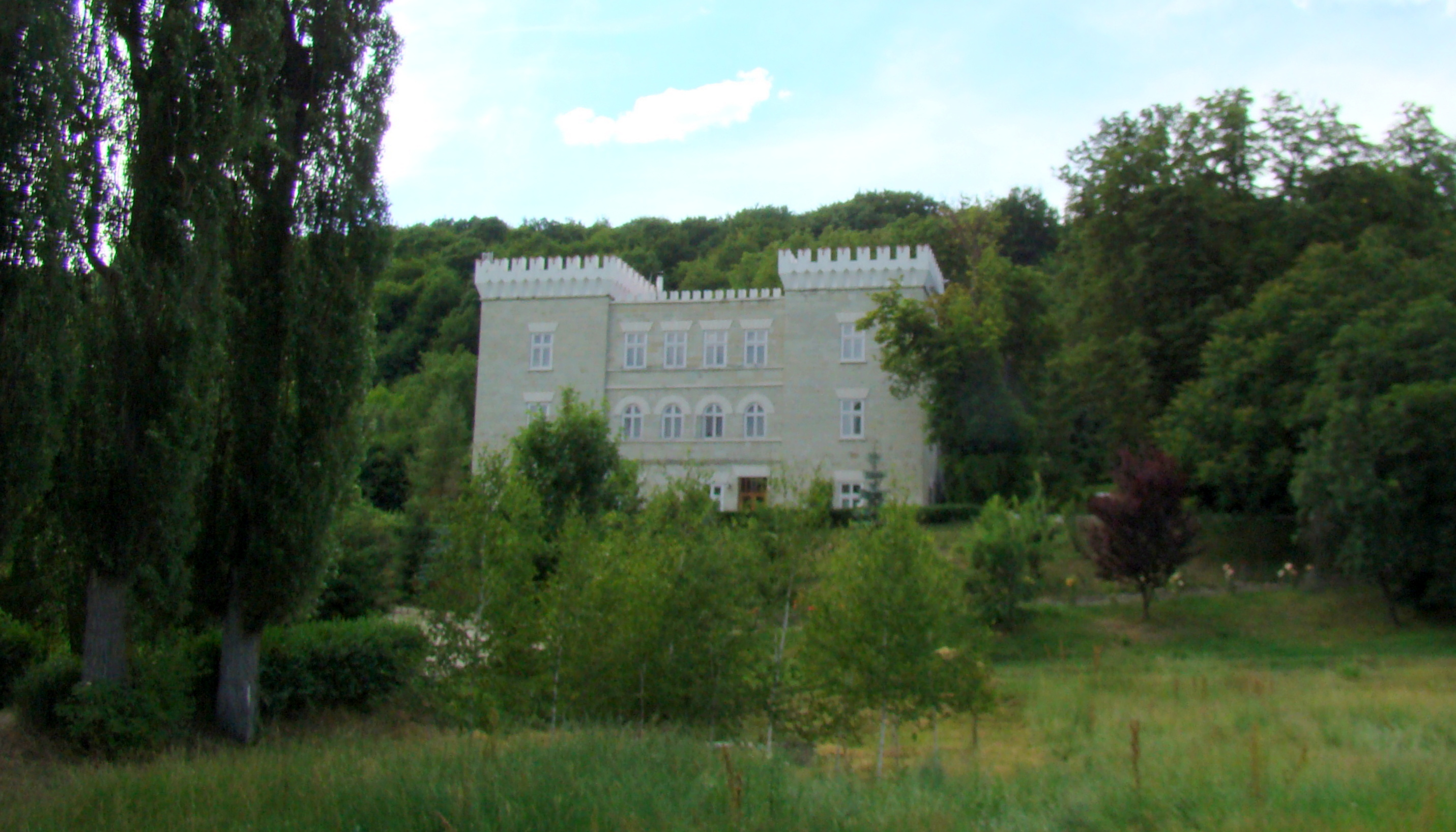
Conacul Schirling, Corneni
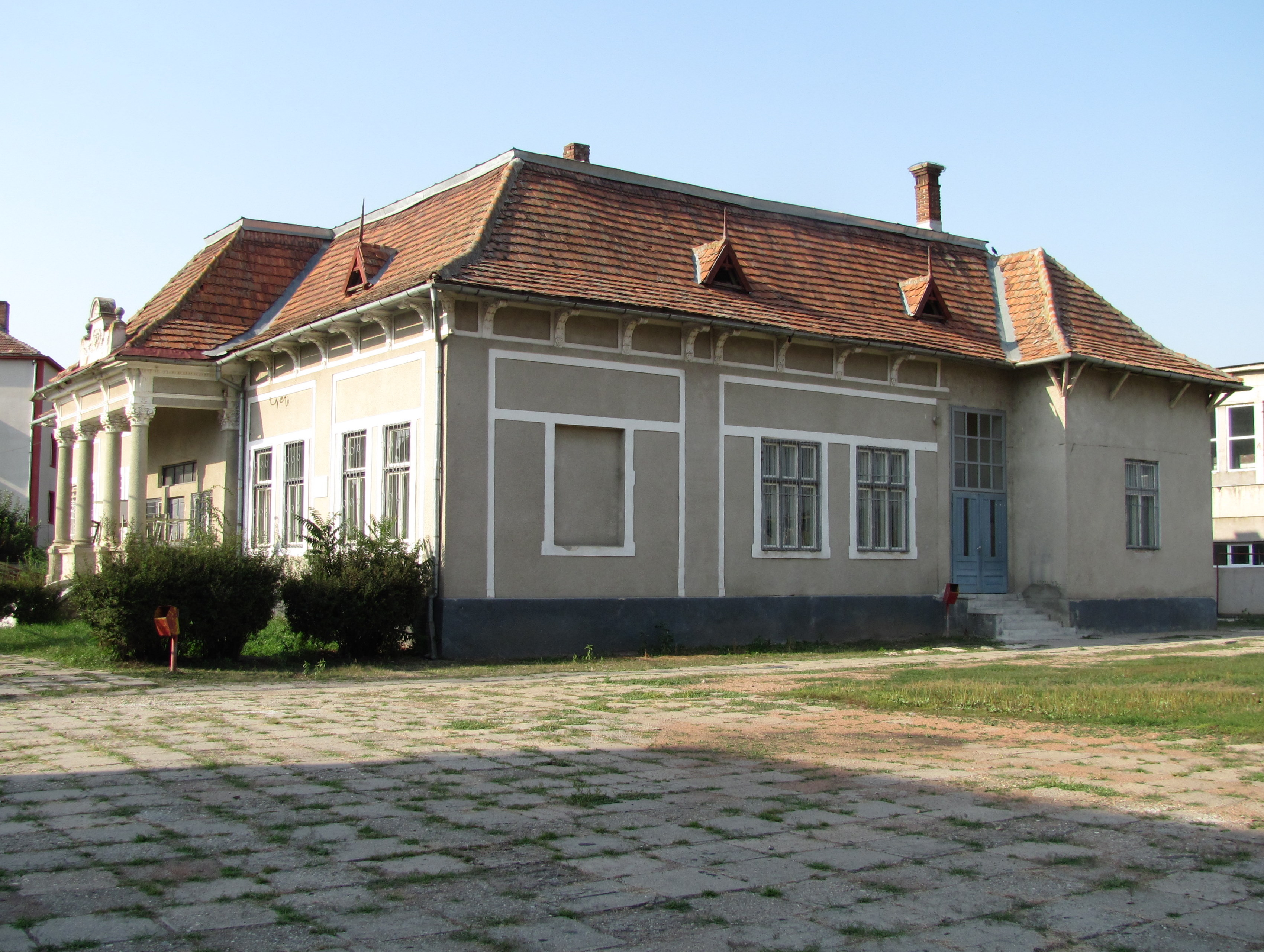
Conacul Szentkereszty-Bethlen, Câmpia Turzii
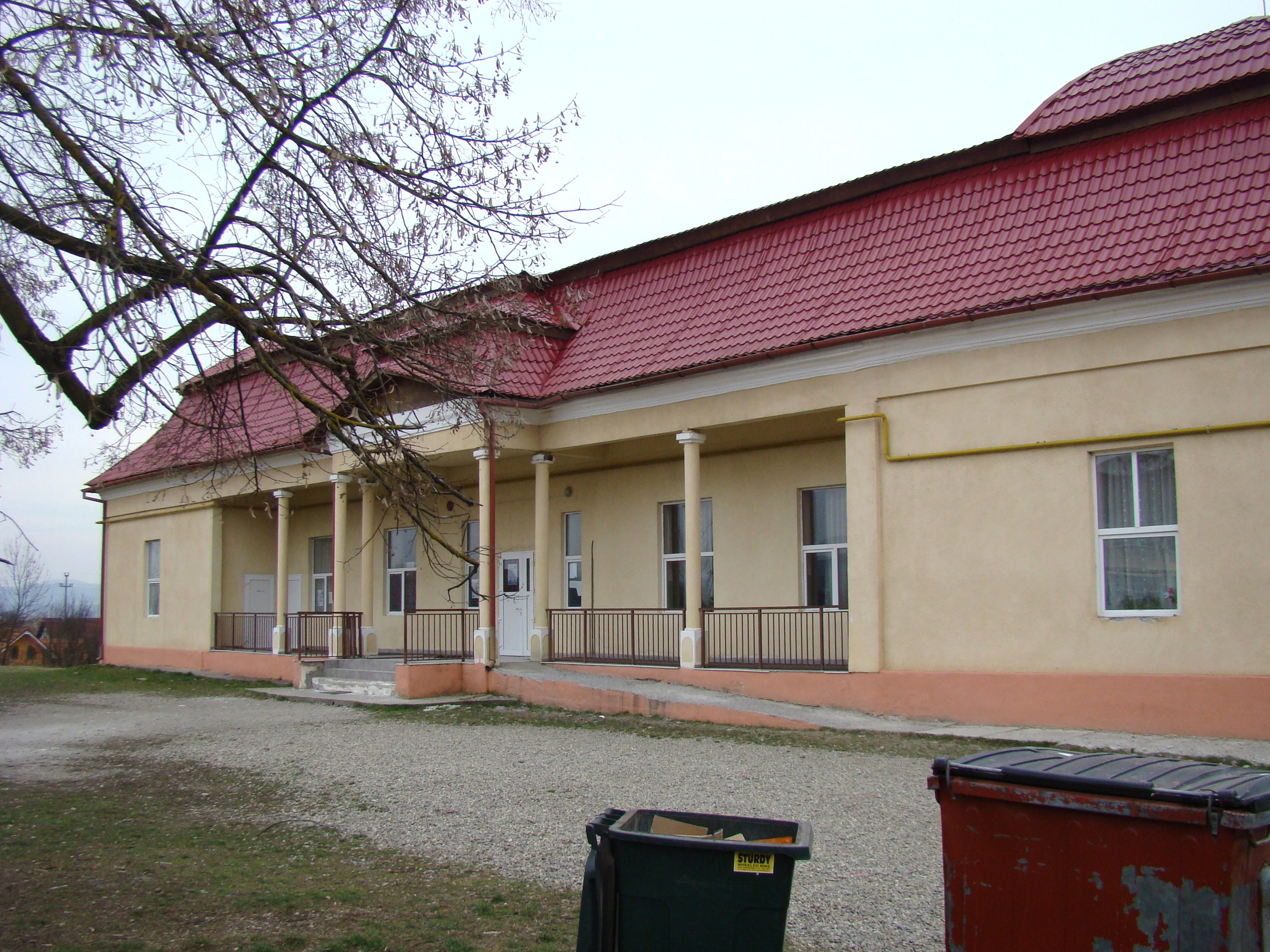
Conacul Teleki, Cuzdrioara
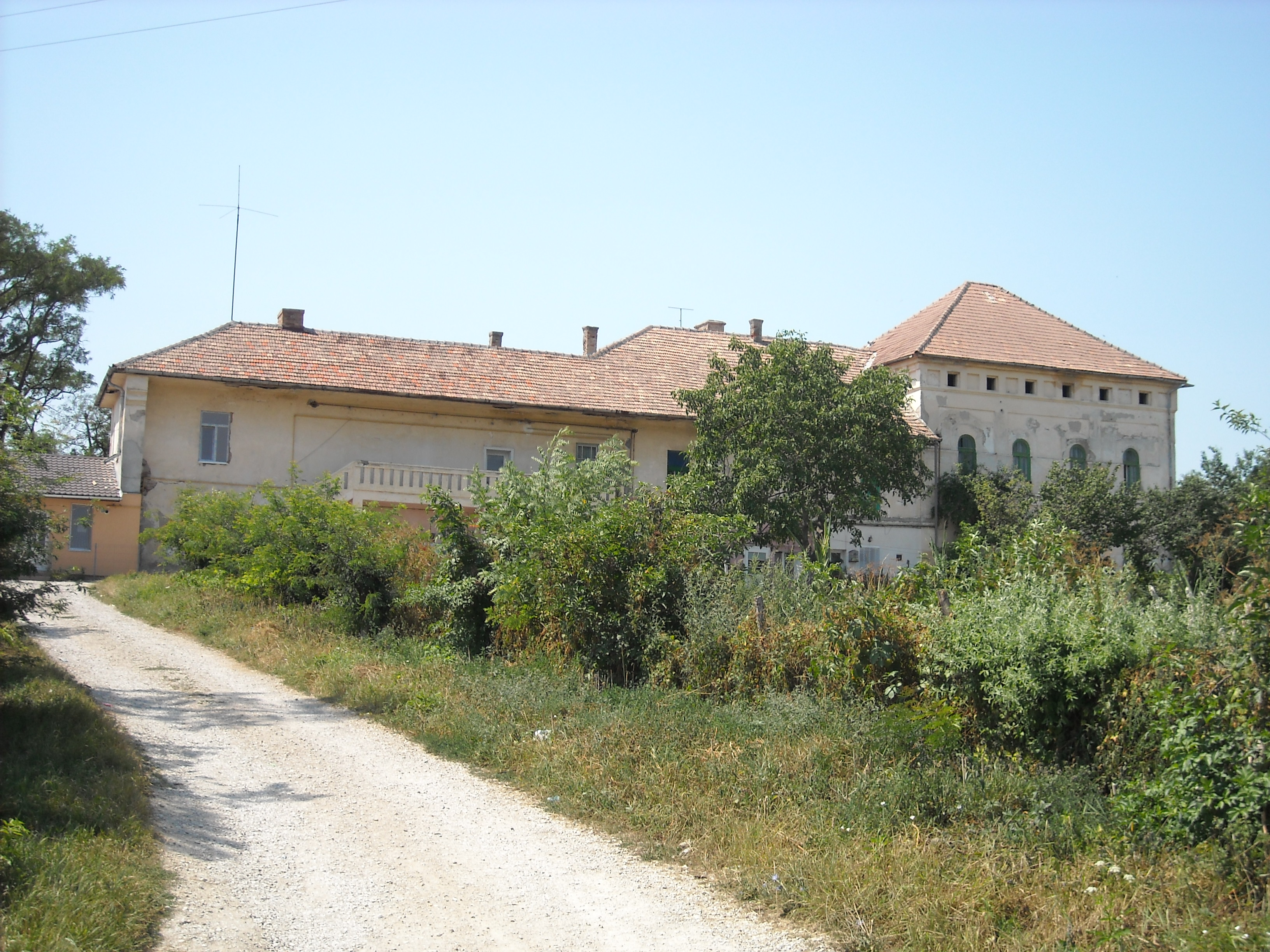
Conacul Vitéz, Copăceni